# 前401年
| 千纪： | 前1千纪 |
| 世纪： | 前6世纪 \| 前5世纪 \| 前4世纪 |
| 年代： | 前430年代 \| 前420年代 \| 前410年代 \| 前400年代 \| 前390年代 \| 前380年代 \| 前370年代                                                                                       |
| 年份： | 前406年 \| 前405年 \| 前404年 \| 前403年 \| 前402年 \| 前401年 \| 前400年 \| 前399年 \| 前398年 \| 前397年 \| 前396年                                                         |
| 纪年： | 周安王元年 魯穆公十五年 齊康公四年 晉烈公十五年 趙烈侯八年 魏文侯二十四年 韓景侯八年 秦簡公十四年 楚悼王元年 宋悼公三年 衛慎公十四年 鄭繻公二十二年 燕後簡公十四年 越王翳十年 |

## 大事記
- 秦国攻魏国，至陽狐。
- 小居鲁士从小亚细亚起兵叛乱，率领约一万一千七百名希腊雇佣兵东进位争夺王位，被其兄亚他薛西斯二世所败。
- 索福克勒斯的悲剧《俄狄浦斯》上演。

## 逝世
- 克利阿科斯，斯巴达将领。
- 小居鲁士，波斯帝国阿契美尼德王朝王子。